# Quả không hạt

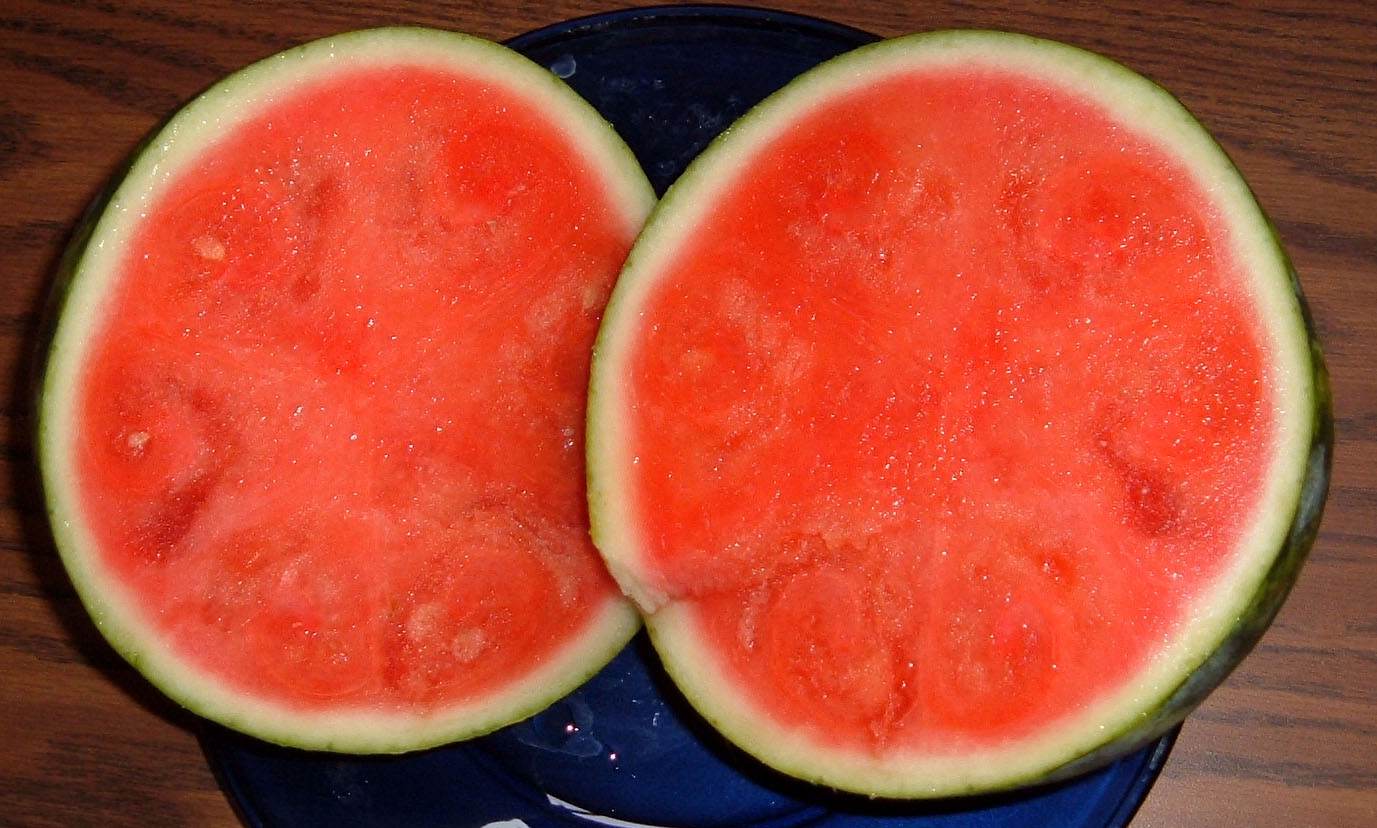
Dưa hấu không hạt

Quả không hạt là quả được phát triển mà không có hạt trưởng thành. Vì việc tiêu thụ trái cây không hạt thường dễ dàng và thuận tiện hơn, chúng được coi là có giá trị thương mại.
Hầu hết các loại trái cây không hạt được sản xuất thương mại đã được phát triển từ các loại cây mà trái cây thường chứa nhiều hạt cứng có kích thước tương đối lớn phân bố khắp thịt quả.

## Giống
Các loại trái cây không hạt phổ biến bao gồm dưa hấu, cà chua, nho (như Termarina rossa ) và chuối. Ngoài ra, có rất nhiều trái cây họ cam quýt không hạt, như cam, chanh vàng và chanh.
Thuật ngữ "trái cây không hạt" có phần mâu thuẫn về mặt sinh học, vì trái cây thường được định nghĩa thực vật là bầu nhụy trưởng thành có chứa hạt giống.
Quả không hạt có thể phát triển theo một trong hai cách: hoặc quả phát triển mà không cần thụ tinh (parthenocarpy), hoặc thụ phấn kích hoạt sự phát triển của quả, nhưng noãn hoặc phôi phá thai mà không tạo ra hạt trưởng thành (stenospermocarpy). Quả chuối không hạt và dưa hấu được sản xuất trên cây tam bội, có ba bộ nhiễm sắc thể khiến cho giảm phân rất khó sản xuất thành công bào tử và giao tử. Điều này là do một trong ba bản sao của mỗi nhiễm sắc thể không thể ghép với một nhiễm sắc thể thích hợp khác trước khi phân tách thành các tế bào con, do đó, các bản sao thứ ba thêm này cuối cùng được phân phối ngẫu nhiên giữa hai tế bào con từ giảm phân 1, dẫn đến (thường) nhanh chóng điều kiện lệch bội. Những cây như vậy có thể phát sinh do đột biến tự phát hoặc bằng cách lai giữa các cá thể lưỡng bội và tứ bội của cùng một loài hoặc khác nhau. Một số loài, chẳng hạn như cà chua, dứa và dưa chuột, tạo ra trái cây trong đó không có hạt giống nếu không được thụ phấn nhưng sẽ tạo ra hạt giống nếu xảy ra thụ phấn.
Thiếu hạt giống, và do đó khả năng nhân giống qua quả, cây nói chung được nhân giống thực vật từ cành giâm, bằng cách ghép hoặc trong trường hợp chuối, từ "bắp" (chồi mầm). Trong những trường hợp như vậy, các cây kết quả là bản sao di truyền giống hệt nhau. Ngược lại, dưa hấu không hạt được trồng từ hạt. Những hạt giống này được sản xuất bằng cách lai giữa các dòng dưa hấu lưỡng bội và tứ bội, với các hạt tạo ra cây tam bội vô sinh. Sự phát triển của quả được kích hoạt bởi sự thụ phấn, vì vậy những cây này phải được trồng cùng với một chủng lưỡng bội để cung cấp phấn hoa. Cây tam bội với quả không hạt cũng có thể được tạo ra bằng cách nuôi cấy nội nhũ để tái sinh cây tam bội từ mô nội nhũ thông qua quá trình tạo phôi soma. Là đột biến số lượng nhiễm sắc thể đa bội 
Một nhược điểm của hầu hết các loại cây trồng không hạt là giảm đáng kể số lượng đa dạng di truyền trong loài. Là dòng vô tính giống hệt nhau về mặt di truyền, một loại dịch hại hoặc bệnh ảnh hưởng đến một cá thể có khả năng ảnh hưởng đến từng dòng vô tính của nó. Ví dụ, phần lớn chuối được sản xuất thương mại được nhân bản từ một nguồn duy nhất, giống cây chuối Cavendish và những cây này hiện đang bị đe dọa trên toàn thế giới bởi một loại bệnh nấm mới phát hiện mà chúng rất dễ mắc phải căn bệnh đấy.
Có một số cách để biến đổi giống dưa hấu. Một cách được mô tả ở đây chỉ đơn giản là, số lượng nhiễm sắc thể (cơ thể giống như sợi trong các tế bào có chứa các đơn vị di truyền được gọi là gen) trong một cây dưa hấu bình thường được nhân đôi bằng cách sử dụng colchicine hóa học. Nhân đôi một quả dưa hấu (lưỡng bội) bình thường dẫn đến một cây tứ bội (một cây có bốn bộ nhiễm sắc thể). Khi cây tứ bội được nhân giống trở lại, hoặc thụ phấn, bởi một cây lưỡng bội hoặc cây bình thường, hạt giống tạo ra một cây tam bội về cơ bản là một "cây lai" của vương quốc thực vật và nó tạo ra dưa hấu không hạt. Hạt giống không hạt có sẵn từ hầu hết các công ty hạt giống lớn. " 